# Alejandro Mayorkas
Alejandro Nicolás Mayorkas (La Habana, 24 de noviembre de 1959) es un abogado y funcionario gubernamental estadounidense que ocupó el cargo de Secretario de Seguridad Nacional de Estados Unidos desde 2021 hasta 2025. Miembro del Partido Demócrata, Mayorkas se desempeñó previamente como director de los Servicios de Ciudadanía e Inmigración de Estados Unidos (USCIS) desde 2009 hasta 2013, y como sexto Secretario Adjunto de Seguridad Nacional de 2013 a 2016.

## Biografía
Mayorkas nació en La Habana, Cuba. Poco después de la Revolución cubana, su familia huyó a Florida y posteriormente se estableció en California. Se graduó con honores en Historia de la Universidad de California, Berkeley, y más tarde obtuvo su título de Juris Doctor (J.D.) en la Universidad Loyola Marymount. Después de completar la facultad de derecho, Mayorkas trabajó como fiscal federal asistente y como fiscal de Estados Unidos para el Distrito Central de California en Los Ángeles desde 1998 hasta 2001. En 2009, fue miembro del equipo de transición presidencial de Barack Obama, liderando el equipo responsable de la División Criminal del Departamento de Justicia de Estados Unidos. Posteriormente, fue nombrado por el presidente Obama como director de USCIS. En su rol como director, Mayorkas implementó el proceso de Acción Diferida para los Llegados en la Infancia (DACA) en un plazo de 60 días. También dirigió los esfuerzos del Gobierno estadounidense para rescatar a niños huérfanos tras el terremoto de enero de 2010 en Haití, y promovió una unidad de víctimas de delitos que, por primera vez, permitió a la agencia emitir el número máximo de visas estatutarias a víctimas de delitos.
El 23 de noviembre de 2020, Mayorkas fue nominado por el presidente electo Joe Biden para el cargo de Secretario de Seguridad Nacional. Su nominación recibió el respaldo de la Orden Fraternal de Policías y de varios exsecretarios. El 2 de febrero de 2021, fue confirmado por el Senado con un voto de 56 a 43, enfrentando una significativa oposición republicana debido a su postura sobre inmigración, especialmente su apoyo a la detención de la construcción del muro fronterizo y su abogacía por un camino hacia la ciudadanía para inmigrantes indocumentados. Mayorkas fue juramentado por la vicepresidenta Kamala Harris el mismo día.
Desde la llegada de Mayorkas como Secretario de Seguridad Nacional, la Oficina de Aduanas y Protección Fronteriza de Estados Unidos ha reportado aproximadamente 10 millones de encuentros a nivel nacional con no ciudadanos removibles. Esto incluye un récord de 2,2 millones de encuentros en la frontera entre Estados Unidos y México durante el año fiscal 2022, la cifra más alta registrada en la historia. Además, se estima que 1,5 millones de gotaways —personas que eludieron la captura— ingresaron a Estados Unidos durante este período.
El mandato de Mayorkas ha suscitado críticas severas por parte de los republicanos, lo que resultó en su impeachment por incumplimiento de deber en una votación estrecha y en gran medida partidista de 214 a 213 en la Cámara de Representantes en 2024. Esto ocurrió después de un voto de impeachment fallido una semana antes. Mayorkas es el primer miembro del Gabinete en ser destituido desde William Belknap en 1876. El Senado votó 51 a 49 para desestimar los cargos de impeachment el 17 de abril, poniendo fin al proceso sin juicio.